# リーマン面

f(z) = √z のリーマン面

数学、特に複素解析においてリーマン面（Riemann surface）とは、連結な複素 1 次元の複素多様体のことである。ベルンハルト・リーマンにちなんで名付けられた。
リーマン面は、複素平面を変形したものと考えられる。
各点の近くで局所的には、複素平面の部分に似ているが、大域的位相は大きく異なり得る。例えば、球面、トーラス、または互いに糊付けした二枚の面のように見え得る。
リーマン面の主要な意味合いは、正則関数をそこで定義できることである。
今日、リーマン面は正則関数、特に、平方根や自然対数等の多価関数の大域的振る舞いを研究するための自然な土台と考えられている。
全てのリーマン面は向きづけ可能な実 2 次元の実解析的多様体（従って曲面）であって、正則関数を一義的に定義するために必要な追加的構造（特に複素構造）を含む。2 次元実多様体は、それが向き付け可能な場合、かつその場合に限り、（通常は、等価でない複数の方法により）リーマン面にすることができる。従って、球面やトーラスは複素構造を持ち得るが、メビウスの輪、クラインの壺および射影平面は持ち得ない。
リーマン面は、でき得る限り良い特性を有しているという幾何学的事実から、他の曲線、多様体または代数多様体に対し一般化の直感および動機をしばしばもたらす。リーマン・ロッホの定理は、この影響の第一の例である。

## 定義
X を連結なハウスドルフ空間とする。開部分集合 U ⊆ X と U から C の部分集合への同相写像 φ の組 (U, φ)を座標近傍と言う。
2 つの局所座標 (U, φ) と (V, ψ) に対して U ∩ V ≠ ∅ の場合に、座標変換 ψ o φ−1 と φ o ψ−1 が各定義域上で正則のとき、座標近傍 (U, φ) と (V, ψ) は両立的（compatible）と言う。
A が両立的な座標近傍の集まりであって、任意の x ∈ X が A のある U に含まれるとき、A を座標近傍系と言う。X に座標近傍系 A が与えられたとき、(X, A) をリーマン面と言う。
異なる座標近傍系であっても、X 上で本質的に同一のリーマン面の構造を引き起こすことがある。
そこで曖昧性を排除するため、X 上に与えられた座標近傍系は、他の座標近傍系に含まれないという意味で極大であることを要求することが時としてある。
ツォルンの補題により、任意の座標近傍系 A は一意に定まる極大な座標近傍系に含まれる。

## 例
- 複素平面 C は、最も基本的なリーマン面と言えよう。恒等写像 f(z) = z が C の座標近傍を定義し、{f} が C の座標近傍系である。複素共軛写像 g(z) = z* も C の座標近傍を定義し {g} は C の座標近傍系になる。座標近傍 f と g は両立的でないので、2 つの異なるリーマン面の構造をもたらす。実際のところ、リーマン面 X とその座標近傍系 A が与えられたとき、共軛座標近傍系 B = {f* | f ∈ A} は A と決して両立的でなく、これにより、X に異なる、両立的でないリーマン面の構造がもたらされる。

- 同様に、複素平面の任意の開集合は、自然にリーマン面とみなすことができる。さらに、リーマン面の任意の開集合は、リーマン面である。

- S = C ∪ {∞} とおき、{\displaystyle z\in S\setminus \{\infty \}} に対し f(z) = z とおき、{\displaystyle z\in S\setminus \{0\}} に対し g(z) = 1 / z とおき、1/∞ を 0 と定義する。すると、f と g は座標近傍で、互いに両立的であり、{ f, g } は S の座標近傍系をなし、S はリーマン面になる。

{\displaystyle S=\{\;(z,w)\in P(C)\;|\;zw-1=0\;\}}
この特別なリーマン面は、球面を複素平面で包んだと解することができるため、リーマン球面と言う。複素平面と異なり、リーマン球面はコンパクト空間である。
- コンパクトなリーマン面の理論は、複素数上に定義される非特異な射影的代数曲線の理論と等価である。非コンパクトなリーマン面の重要な例は、解析接続により得られる。